# Nikola

Carte du monde montrant les pays où les prénoms Nikola ou Nicola sont populaires.

Nikola (cyrillique : Никола) est un prénom qui, comme Nicolas, est une version du grec Nikolaos (Νικόλαος). Il est courant comme prénom masculin dans les pays slaves du Sud (Bosnie-Herzégovine, Bulgarie, Croatie, Macédoine du Nord, Monténégro, Serbie, Slovénie), tandis que dans les pays slaves occidentaux (République tchèque, Pologne, Slovaquie), on le trouve principalement sous forme d'un prénom féminin. Il existe une grande variété de diminutifs masculins du nom, par exemple : Niko, Nikolica, Nidžo, Nikolče, Nikša, Nikica, Nikulitsa, Nino, Kole, Kolyo, Kolyu.

## Personnalités portant ce prénom
Pour les articles sur les personnes portant ce prénom, consulter la liste générée automatiquement pour le prénom Nikola.